# 2S4 Tyulpan
2S4 Tyulpan (thường phát âm là Tulpan, tiếng Nga: 2С4 «Тюльпан»; tiếng Anh: tulip) là một hệ thống súng cối tự hành của Liên Xô. Tên định danh của GRAU là "2S4".
Lục quân Liên Xô trang bị cối tự hành 2S4 vào năm 1975 và do đó NATO gọi loại cối này là M-1975 (2S7 Pion cũng có tên định danh M-1975), trong khi tên định danh chính thức là SM-240(2S4). Nó được thiết kế dựa trên khung gầm xe rải mìn bánh xích GMZ, cối M-240 240 mm được đặt ở phía sau xe.

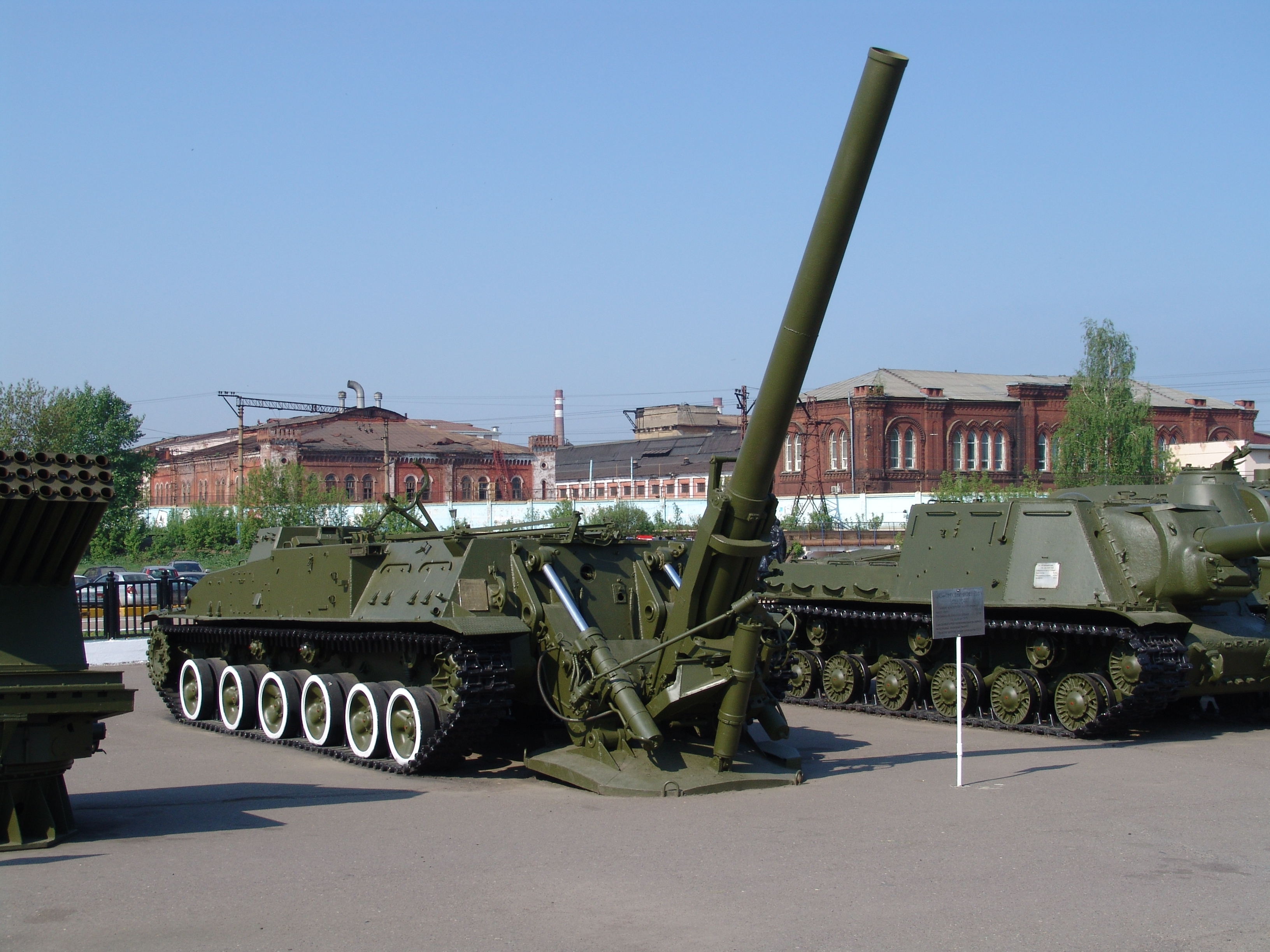
Tư thế triển khai chiến đấu.

Khẩu đội cối 2S4 gồm 4 người, nhưng thêm một người để vận hành cối. Tầm bắn đạt 9.650 mét, nhưng với đạn tăng tầm có thể đạt tới 20.000 m. Do kích thước vũ khí và trọng lượng đạn lớn (một viên đạn tiêu chuẩn nặng 130 kg), nên nó có tốc độ bắn rất chậm: 1 viên/phút. Ngoài các loại đạn liều nổ mạnh, nó còn có thể bắn đạn xuyên giáp, đạn có đầu đạn hóa học và hạt nhân. Nó còn có thể bắn đạn dẫn đường bằng laser "Smel'chak" (liều mạng).
Tyulpan hiện là cối nặng nhất trong trang bị quân đội trên toàn thế giới.
2S4 đã tham chiến ở Afghanistan  và Chechnya. Trong cả hai cuộc xung đột, đạn Smel'chak phá hủy mục tiêu một cách nhanh chóng, chính xác. Hỏa lực mạnh nhưng vì kích thước lớn nên tốc độ bắn chậm.

## Quốc gia sử dụng
- Nga - 430 [3]
- Syria

### Từng sử dụng
- Tiệp Khắc – có 4 chiếc trong giai đoạn 1985 tới 1991 [4]
- Liên Xô